# Petrof
Petrof – czeskie przedsiębiorstwo produkujące fortepiany, które założono w 1864 r. Europejski producent pianin i fortepianów, który eksportuje swoje instrumenty do ponad 65 państw.

## Historia
W 1857 r. Anton Petrof założyciel firmy, przeprowadził się do Wiednia, gdzie podjął naukę w dziedzinie konstrukcji, naprawy i strojenia fortepianów. W 1864 r. zbudował pierwszy fortepian koncertowy. Rok później Anton zmienił warsztat swojego ojca w pracownię budowy fortepianów, gdzie powstawały kolejne instrumenty. Po okresie 9 lat doszło do kolejnej rozbudowy zakładu, przeniesiono go do Brna. Około 1881 r. otwarta została produkcja płyt rezonansowych i mechanizmów fortepianowych. Pierwszy instrument eksportowano w 1894 r., a rok później otworzono filię w węgierskim mieście Temesvár.

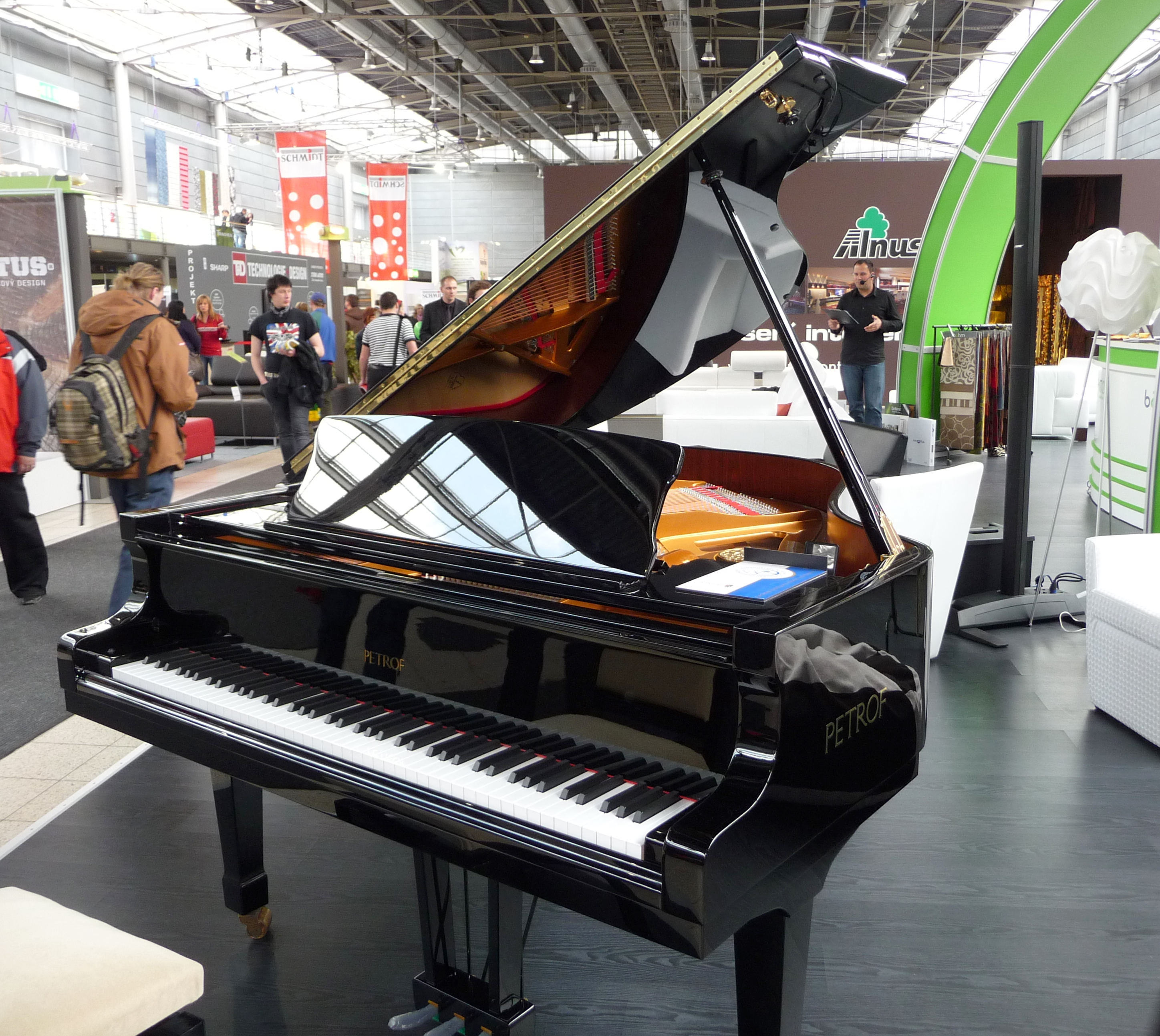
Fortepian marki Petrof na wystawie (Brno, 2011)

W 1908 r. wytwórnia została zmieniona w spółkę handlową, w której oprócz Antona Petrofa zatrudnieni byli trzej jego synowie. W wyniku tragicznego wypadku w 1915 r. zginął założyciel firmy wraz ze swoją małżonką. Po ich śmierci wytwórnią kierowali synowie, którzy w 1928 r. otworzyli wraz z amerykańską firmą Steinway filię przy Wigmore Street w Londynie. W 1932 r. rada nadzorcza firmy poszerzyła się o kolejne pokolenie rodziny Petrof. Po II wojnie światowej w 1948 r. nastąpiło upaństwowienie przedsiębiorstwa. 
Nowo powstała fabryka mieści się w miejscowości Hradec Králové, produkuje fortepiany i organy, sprzedając je pod nazwą handlową Petrof. Po upadku komunizmu pokolenie przedwojennych właścicieli firmy upominało się o swoją wytwórnię. Od 2001 r. fabryką kieruje piąte pokolenie na czele z Zuzaną Ceralovą Petrofovą.